# Giuseppina Astarita
Giuseppina Astarita est une joueuse italienne de volley-ball née le 18 avril 1988 à Vico Equense. Elle mesure 1,83 m et joue au poste de réceptionneuse-attaquante.

## Clubs
| Club                          | Pays   | De        | À         |
| ----------------------------- | ------ | --------- | --------- |
| Novello Vicenza               | Italie | 2002-2003 | 2005-2006 |
| Volley Urbino                 | Italie | 2006-2007 | 2006-2007 |
| Novello Vicenza               | Italie | 2007-2008 | 2007-2008 |
| Pallavolo Volta               | Italie | 2008-2009 | 2008-2009 |
| Pallavolo Pontecagnano Faiano | Italie | 2009-2010 | 2011-2012 |
| IHF Volley Frosinone          | Italie | 2012-2013 | …         |

## Palmarès
- Coupe d'Italie A2
  - Vainqueur : 2013.